# Giorlando Montaperto
Giorlando Montaperto (XII secolo – ...) fu signore di Guastanella e della terra di Raffadali durante la conquista normanna della Sicilia.

## Biografia

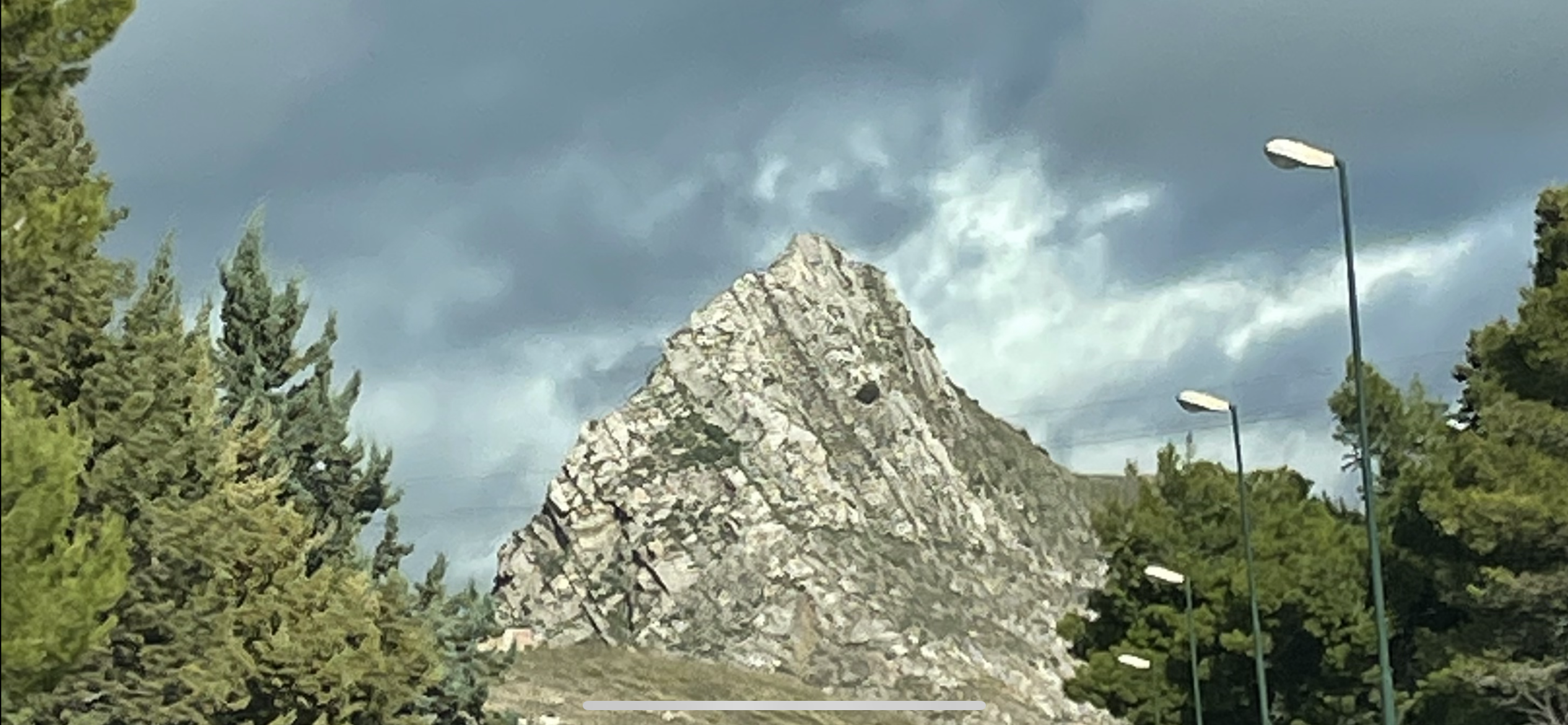
Monte Guastanella visto da Raffadali

Figlio di Giovan Matteo Montaperto, commilitone del Gran Conte Ruggero I di Sicilia, avrebbe preso parte con una forza di 150 cavalieri alla presa del castello arabo di Monte Guastanella, sconfiggendo Alì, signore della fortezza e della raffa, cioè la terra, circostante. Le gesta di Giorlando Montaperto sono state tramandate da un transunto del 7 marzo 1431, che riporterebbe il privilegio de 7 ottobre 1095, con il quale il conte Ruggero gli avrebbe concesso la fortezza e le terre strappate al saraceno Alì:
Il privilegio del 1095 è un falso storico che mirava a celebrare la grandezza e l'antichità dei Montaperto. Secondo Goffredo Malatesta Ruggero soggiogò Guastanella, insieme ad altre roccaforti arabe, nel 1087. I normanni non espulsero la comunità araba di Guastanella, ma si limitarono a creare un vincolo di subordinazione. Questo assetto delle relazioni tra arabi e normanni durò per oltre un secolo, e fu imposto dalla difficoltà di dominare completamente territori abitati da una popolazione islamica numerosa, che avrebbe potuto facilmente ribellarsi.
A Giorlando successe il figlio Bartolomeo Montaperto, che ebbe in moglie Avila Rosso. Loro figlio fu Giacomo, o Giacobino, membro della Camera Reale di Guglielmo I di Sicilia. Il re avrebbe confermato a Giacobino la concessione del castello e della raffa con privilegio del giugno 1161.